# Pterophyllum leopoldi
Pterophyllum leopoldi és una espècie de peix de la família dels cíclids i de l'ordre dels perciformes. Forma part del gènere Pterophyllum la qual està formada per les diferents espècies de peixos àngel d'aigua dolça existents. L'espècie va ser descrita originalment com Plataxoides leopoldi el 1963 per J.P. Gosse, i és freqüentment confosa amb P. dumerilii quan l'espècie és importada pel comerç en el món de l'aquariofília.

## Morfologia
- Els mascles poden assolir 5 cm de longitud total.[1][2] Es distingeix dels altres membres del gènere Pterophyllum per l'absència d'una osca predorsal i per la presència d'una taca negre en la inserció dorsal en la quarta barra vertical. L'espècie P. leopoldi és la més petita de les espècies de peixos àngel i la més agressiva.

## Hàbitat i distribució geogràfica
El Pterophyllum leopoldi és un peix que habita als rius de la conca del riu Amazones al llarg del riu Solimões, riu Amazones i riu Rupununi.